# Largeasse
Largeasse település Franciaországban, Deux-Sèvres megyében. Lakosainak száma 750 fő (2022. január 1.). Largeasse L’Absie, La Chapelle-Saint-Laurent, Neuvy-Bouin, Trayes, Vernoux-en-Gâtine és Moncoutant-sur-Sèvre községekkel határos.

## Népesség
A település népességének változása:
| Lakosok száma | 724  | 734  | 749  | 747  | 741  | 732  | 731  | 740  | 750  |
|               | 2013 | 2015 | 2016 | 2017 | 2018 | 2019 | 2020 | 2021 | 2022 |